# راؤول سانشيز
راؤول سانشيز (Raúl Pedro Sánchez Soya) (مواليد 26 أكتوبر 1933) هو لاعب كرة قدم. يلعب مع منتخب تشيلي لكرة القدم. سبق له أن لعب في كأس العالم لكرة القدم مع منتخب بلاده.

## وصلات خارجية
- راؤول سانشيز على موقع الاتحاد الدولي (مؤرشف)  (الإنجليزية)
- راؤول سانشيز على موقع قاعدة بيانات كرة القدم.إي يو (الإنجليزية)
- راؤول سانشيز على موقع ناشيونال فوتبول تيمز (الإنجليزية)
- راؤول سانشيز على موقع عالم كرة القدم.نت (الإنجليزية)